# Вальдеморільйо-де-ла-Сьєрра
Вальдеморільйо-де-ла-Сьєрра (ісп. Valdemorillo de la Sierra) — муніципалітет в Іспанії, у складі автономної спільноти Кастилія-Ла-Манча, у провінції Куенка. Населення — 78 осіб (2010).
Муніципалітет розташований на відстані близько 170 км на схід від Мадрида, 30 км на схід від Куенки.

## Демографія
Динаміка населення (INE ):